# Diospilus parentalis
Diospilus parentalis är en stekelart som beskrevs av Sergey A. Belokobylskij 1997. Diospilus parentalis ingår i släktet Diospilus och familjen bracksteklar. Inga underarter finns listade i Catalogue of Life.